# Club Atlético Boca Juniors 1931
Questa voce raccoglie le informazioni riguardanti il Club Atlético Boca Juniors nelle competizioni ufficiali della stagione 1931.

## Stagione
La prima stagione del calcio professionistico argentino fu gestita dalla Liga Argentina de Football. Il Boca ne fu il campione.

## Maglie e sponsor
| Casa |

## Rosaboca
| N. |                      | Ruolo | Calciatore            |
| -- | -------------------- | ----- | --------------------- |
|    | Argentina (bandiera) | P     | Domingo Fossati       |
|    | Argentina (bandiera) | P     | Alejandro Mena        |
|    | Argentina (bandiera) | D     | Ludovico Bidoglio     |
|    | Argentina (bandiera) | D     | Armando Dedovich      |
|    | Argentina (bandiera) | D     | Ramón Muttis          |
|    | Argentina (bandiera) | D     | Luis Strada           |
|    | Argentina (bandiera) | C     | Arturo Beghe          |
|    | Argentina (bandiera) | C     | Juan Evaristo         |
|    | Paraguay (bandiera)  | C     | Manuel Fleitas Solich |
|    | Argentina (bandiera) | C     | Gerardo Moreyras      |
|    | Argentina (bandiera) | C     | Adolfo Pedemonte      |
|    | Argentina (bandiera) | C     | Cayetano Silenzi      |

| N. |                      | Ruolo | Calciatore           |
| -- | -------------------- | ----- | -------------------- |
|    | Argentina (bandiera) | C     | Cataldo Spitale      |
|    | Argentina (bandiera) | A     | Antonio Alberino     |
|    | Argentina (bandiera) | A     | Roberto Cherro       |
|    | Argentina (bandiera) | A     | Mario Evaristo       |
|    | Argentina (bandiera) | A     | Esteban Kuko         |
|    | Argentina (bandiera) | A     | Miguel Ángel Nardini |
|    | Argentina (bandiera) | A     | Donato Penella       |
|    | Argentina (bandiera) | A     | Pedro Suárez         |
|    | Argentina (bandiera) | A     | Domingo Tarasconi    |
|    | Argentina (bandiera) | A     | Alfredo Trujillo     |
|    | Argentina (bandiera) | A     | Francisco Varallo    |
|    | Argentina (bandiera) | A     | Florentino Vargas    |

## Statistiche

### Statistiche di squadra
| Competizione     | Punti | Totale | Totale | Totale | Totale | Totale | Totale | DR  |
| Competizione     | Punti | G      | V      | N      | P      | Gf     | Gs     | DR  |
| ---------------- | ----- | ------ | ------ | ------ | ------ | ------ | ------ | --- |
| Primera División | 50    | 34     | 22     | 6      | 6      | 85     | 49     | +36 |
| Totale           | -     |        |        |        |        |        |        | -   |